# Torre del telègraf (Sant Joan de Vilatorrada)
La torre del telègraf és una torre de telegrafia òptica del municipi de Sant Joan de Vilatorrada (Bages) declarada bé cultural d'interès nacional.

## Descripció
És una torre de planta quadrada molt malmesa. Es conserva la planta baixa, el primer pis i un tros de mur d'un segon pis o terrat. Els diferents nivells estan separats per una línia de maons. La torre va ser construïda a mitjans del segle xix per al servei de transmissions o telègraf òptics.